# Spermacoce stenophylla
Spermacoce stenophylla là một loài thực vật có hoa trong họ Thiến thảo. Loài này được F.Muell. miêu tả khoa học đầu tiên năm 1863.